# Thanh Châu (phường)
Thanh Châu là một phường thuộc thành phố Phủ Lý, tỉnh Hà Nam, Việt Nam.

## Địa lý
Phường Thanh Châu có diện tích 3,37 km², dân số năm 2013 là 6.307 người, mật độ dân số đạt 1.872 người/km².

## Hành chính
Phường Thanh Châu được chia thành 7 tổ dân phố: Hồng Phú, Bào Cừu, Bảo Lộc 1, Bảo Lộc 2, Thượng Tổ 1, Thượng Tổ 2, Đọ Xá.

## Lịch sử
Phường Thanh Châu được thành lập năm 2013 trên cơ sở xã Thanh Châu, với 336,86 ha diện tích tự nhiên và 6.307 người.